# شمس الدين إلتتمش

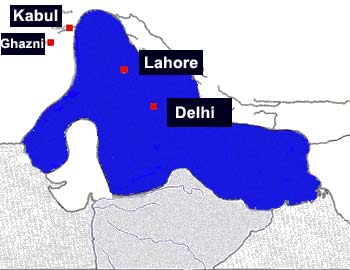
حدود سلطنة دلهي تحت حكم التتمش؛ ومن الواضح أن السلطنة توسعت تحت حكمه إلى البنغال، وفي ضواحي التبت والجنوب إلى السهول الحصنية.

شمس الدين إلتُتْمُِش، هو ثالث سلاطين دهلي من مماليك الهند وخليفة قطب الدين أيبك، وقام بإضافة ثلاث مستويات لقطب منار.
كان مملوكاً لدى السلطان قطب الدين أيبك ثم أعتقه وزوَّجه ابنتَه قُبَيل وفاته بقليل. استقل بسلطنة دهلي بعد وفاة قطب الدين عام 1211م بعد أن أظهر للأعيان والقضاة وثيقة إعتاقه.
أرسى الأسس لقيام ملك قوي وكان قد أقسم ألا يظلم أحد في سلطنته فأصدر مرسوماً بأن كل من لديه مظلمة يقف أمام الجامع الكبير بالمدينة بعد صلاة الجمعة مرتدياً ملابس ملونة مخالفاً عادة سكان دهلي وقتئذ الذين كانوا يرتدون عادة ملابس بيضاء يوم الجمعة وذلك حتى يراه فيعرف أنه مظلوم فينصفه، وأمر ببناء تمثالين لأسدين من الرخام على بوابة قصره وربط بينهما بسلسلة ملأى بالأجراس لكي يأتي من لديه مظلمة عاجلة فيهزها فيستيقظ السلطان من نومه ويخرج ويستمع إليه.
توفي عام 1229م / 626 هـ وتولى الحكم بعده ابنُه الأكبر ركن الدين فيروز شاه.

## المماليك في الهند
يعد التمش المؤسس الحقيقي لدولة المماليك بـالهند ، وهو في الأصل مملوك اشتراه السلطان قطب الدين أيبك من غزنة، ومكنتّه مواهبه من تولي المناصب الكبيرة، وحظي بثقة سيده؛ فولاه رئاسة حرسه، ثم عهد إليه بإدارة بعض الولايات الهندية.

## حكمه
تعرض ألتمش لمشاكل داخلية إثر توليه السلطة ولكنه استطاع التغلب عليها، خرج عليه تاج الدين يلدز واستقل بحكم غزنة، كما خرج عليه غياث الدين عواج الخلجي ـ والي البنغال من قبله ـ أكثر من مرة وأعلن استقلاله عن دلهي، وكذلك فعل ناصر الدين قباجة، ولكن ألتتمش تمكن من القضاء عليهم. واكتسب حكمه الصفة الشرعية حينما أرسل إليه الخليفة العباسي المنتصر بالله تقليدا بحكم دولة الإسلام في الهند سنة 626هـ، 1228م، وكان لهذا الإجراء أثره الكبير في تقوية دولته، فخرج للقضاء على خصومه من راجات الهند الذين انتهزوا فرصة انشغاله بمشاكله الداخلية فاستقلوا ببلدانهم، فانتصر عليهم وأعاد ما سلبوه منه.
وما إن أمسك إلتتمش بمقاليد الأمور في البلاد حتى كشف عن كفاءة نادرة وقدرة على الإدارة والتنظيم، ورغبة في إقامة العدل وإنصاف المظلومين، فينسب إليه أنه قام بتأسيس مجلس من كبار أمراء المماليك عُرف باسم «الأربعين» لمعاونته في إدارة البلاد، ويُؤثَر عنه أنه أمر أن يلبس كل مظلوم ثوبا مصبوغا، وكان أهل الهند جميعا يلبسون الأبيض، فإذا قعد للناس أو مرّ على جمع من الناس، فرأى أحدا يرتدي ثوبا مصبوغا؛ نظر في قضيته وأنصفه ممن ظلمه.

## سلطان دلهي
وبلغ الفوز مداه بأن اعترفت الخلافة العباسية بولايته على الهند، وأقرّته سلطانا على البلاد، وبعث له الخليفة المستنصر بالله العباسي بالتقليد والخلع والألوية في سنة (626هـ= 1229 م) فأصبح أول سلطان في الهند يتسلم مثل هذا التقليد، وبدأ في ضرب نقود فضية نُقش عليها اسمه بجوار اسم الخليفة العباسي، فكانت أول نقود فضية عربية خالصة تُضرب في الهند.

## خطر المغول
وقد عاصر إلتتمش اجتياح المغول المدمّر لما حولهم من البلاد بقيادة زعيمهم جنكيز خان، غير أن المغول انسحبوا سريعا من الهند، واتجهت أبصارهم نحو الغرب؛ فنجت بلاد التمش من الخراب والدمار، في حين تكفّل هذا الإعصار المغولي بالقضاء على أعداء دولته في الشمال؛ الأمر الذي مكّنه من توسيع رقعة بلاده، وأن يستعيد جميع ممتلكات سيده «قطب الدين أيبك» في شمال الهند.

## وفاته وذكراه
توفي ألتمش بعد أن وطَّد نفوذه وسلطانه في دولة المماليك في الهند، وترك تنظيمًا إداريًا قويًا، وأرسى مبادئ العدالة. وأنفق أموالاً ضخمة في كتابة نسخ كثيرة من القرآن الكريم، وأسس العديد من المدارس وزيّن بلاطه بالشعراء والعلماء، وجعل عاصمته مركزًا مهمًا للعلوم والآداب، وأولى الفن المعماري عناية كبيرة، فأتم بناء مسجد قطب الدين أيبك في دلهي، وشيد مسجدًا آخر في أجمير.

## معرض صور

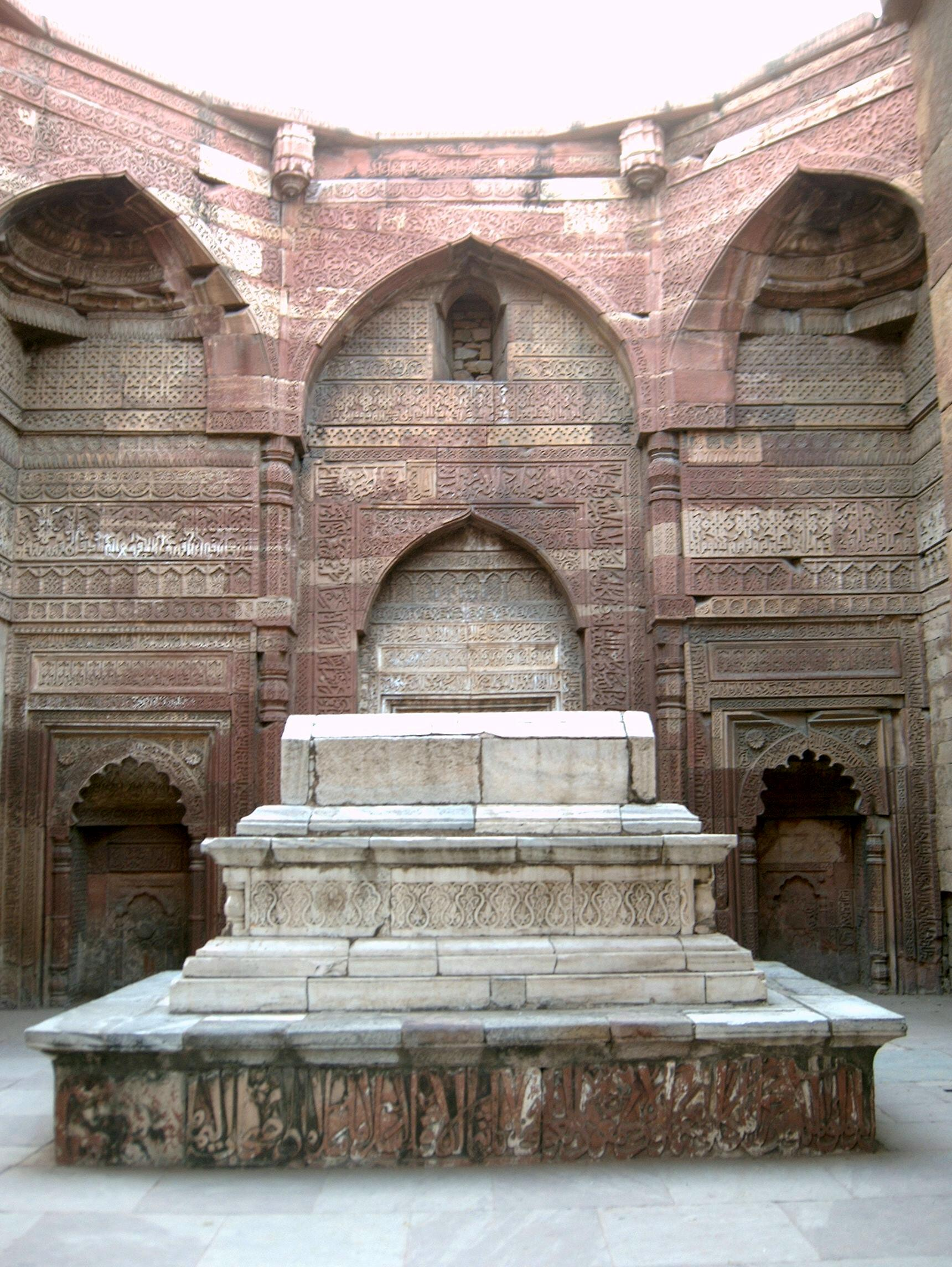
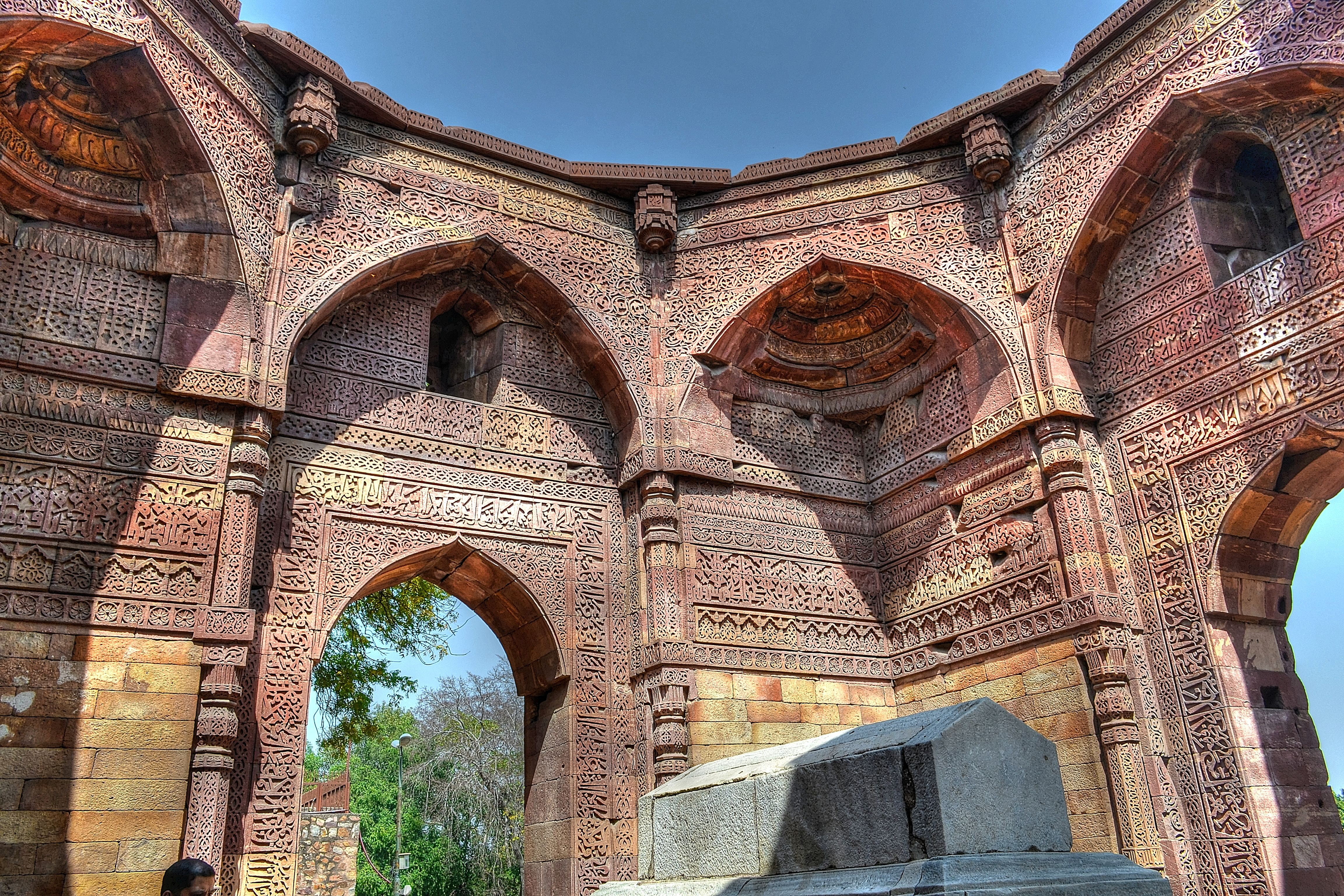
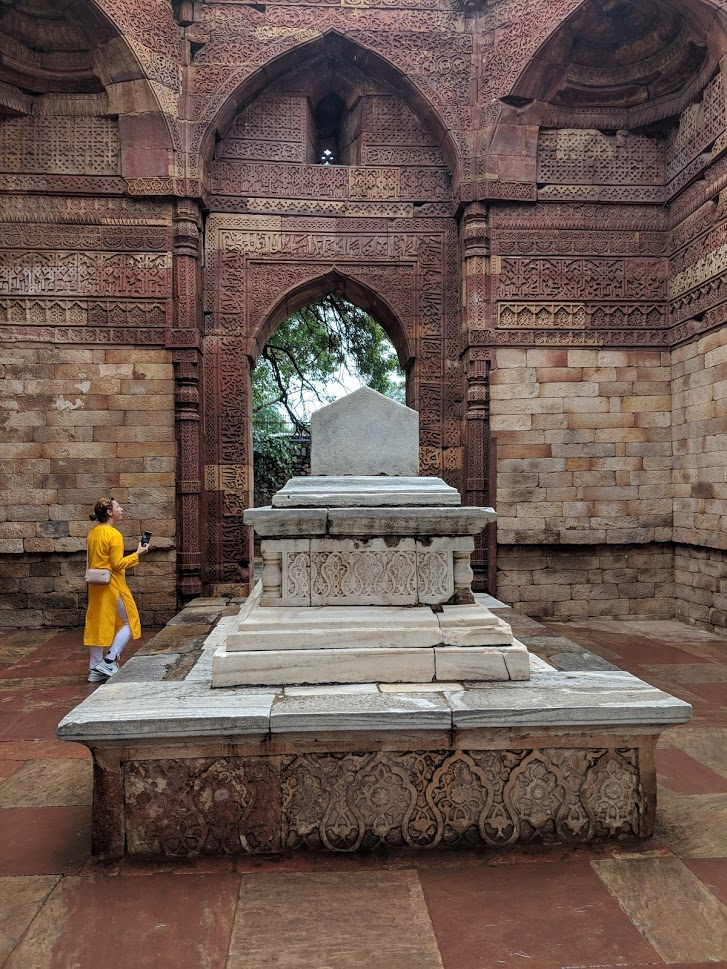